# Guadalupe, San Agustín Loxicha
Guadalupe är en ort i Mexiko.   Den ligger i kommunen San Agustín Loxicha och delstaten Oaxaca, i den sydöstra delen av landet, 500 km sydost om huvudstaden Mexico City. Guadalupe ligger 1 789 meter över havet och antalet invånare är 107.
Terrängen runt Guadalupe är kuperad åt nordväst, men åt sydost är den bergig. Runt Guadalupe är det ganska tätbefolkat, med 83 invånare per kvadratkilometer. Närmaste större samhälle är San Agustín Loxicha, 0,35 km sydväst om Guadalupe. I omgivningarna runt Guadalupe växer i huvudsak städsegrön lövskog.